# Amalekieten

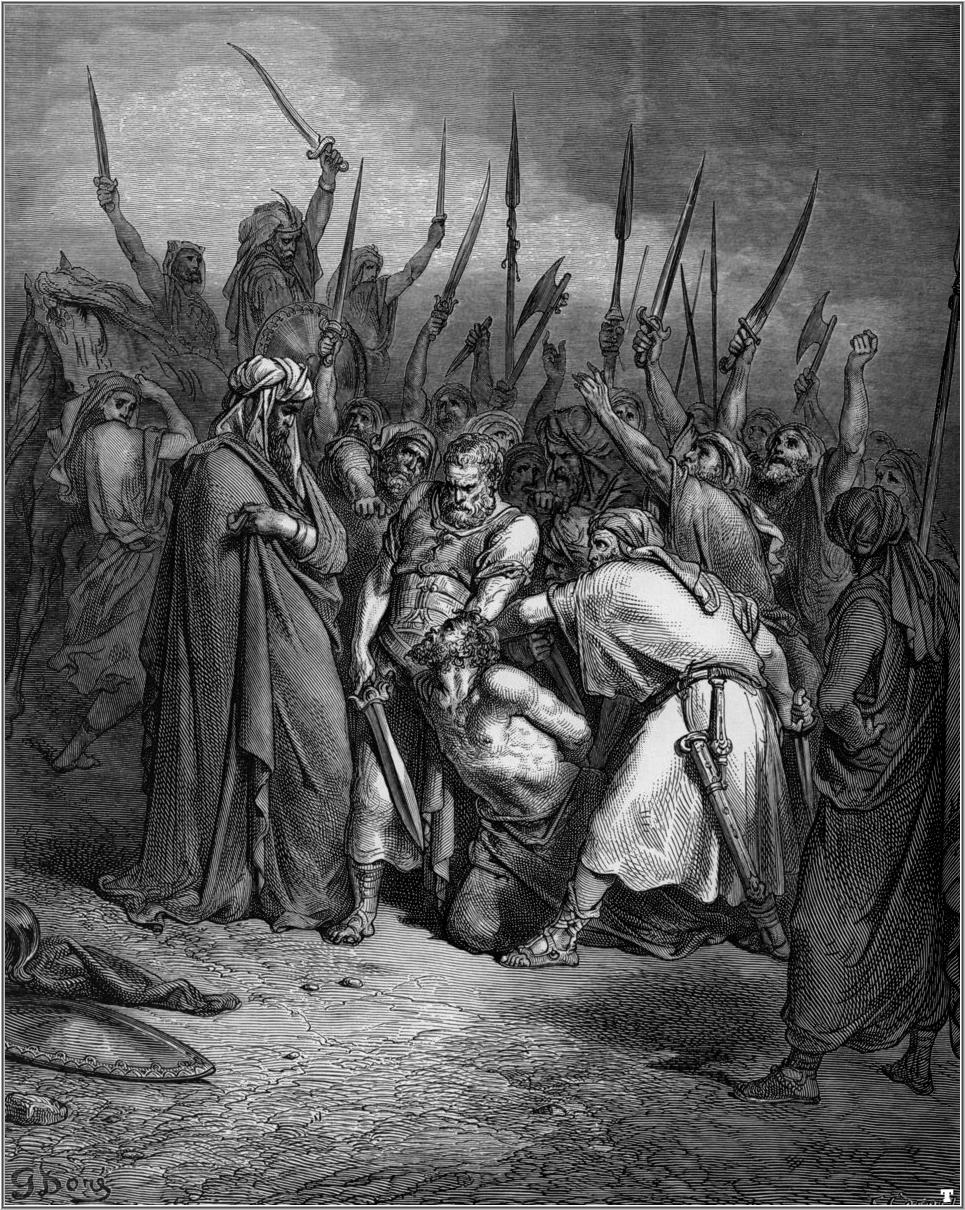
De dood van Agag, door Gustave Doré

De Amalekieten zijn volgens de Hebreeuwse Bijbel een volk dat woonde in het Midden-Oosten. In de Bijbel zijn veel (31) verwijzingen naar dit volk te vinden. Vermoedelijk waren de Amalekieten nomaden en woonden zij in de woestijn aan de andere kant van de Schelfzee tegenover Egypte. Amalekieten worden echter buiten de Bijbel nergens in bronnen uit de tijd zelf genoemd en er is ook geen enkele archeologische aanwijzing voor hun bestaan.
Als stamvader van de Amalekieten wordt Amalek genoemd. Amalek zou een kleinzoon van Esau zijn, maar de Amalekieten worden al eerder in de Bijbel genoemd, als in het Bijbelboek Genesis ten tijde van Abraham wordt gesproken van het 'land van de Amalekieten'. Een verklaring zou zijn dat de Amalekieten afstamden van een aartsvader Amalek naar wie de kleinzoon van Esau later zou zijn vernoemd. Deze visie komt overeen met enkele (latere) Arabische bronnen, waarin gesproken wordt van de Amalekieten die vóór Abraham in de buurt van Mekka leefden. Een andere verklaring is dat – de verhalen van Genesis zouden pas eeuwen later zijn opgeschreven – er in Genesis wordt gesproken over het land dat later het land van de Amalekieten zou worden.
In de Bijbel zijn de Amalekieten een volk dat uitgeroeid moet worden. In het Bijbelboek Genesis worden alle volken (zeventig in totaal) op aarde genoemd maar de Amalekieten staan hier niet bij (al worden de Amalekieten wel in een ander verhaal in Genesis genoemd). 
De Amalekieten zijn in de verhalen van de Bijbel het archetype voor alles wat slecht is. Ook wordt van de Amalekieten gezegd dat ze kinderoffers brengen.
De Amalekieten vallen het volk van Israël in de rug aan wanneer dit na de uittocht uit Egypte naar het beloofde land Kanaän trekt. Achter in de stoet liepen de zwaksten van het volk. Wanneer de strijd beslist is in het voordeel van Israël zegt Mozes: Omdat Amalek de hand heeft durven opheffen tegen de troon van de HEER, zal de HEER strijd voeren tegen Amalek, in alle komende generaties.
In het boek 1 Samuel krijgt koning Saul via de profeet Samuel van God de opdracht de Amalekieten en al hun vee volledig uit te roeien. Deze oproep van God een volk uit te moorden heeft later tot veel vragen geleid omdat hier naar huidige standaarden wordt opgeroepen tot genocide. 
In het verhaal wordt verteld dat Saul op de koning na alle Amalekieten doodt en ook dat de beste stuks vee worden gespaard. Dit wordt hem door God zeer kwalijk genomen en hierom wordt hij door God van het koningschap ontheven. De gevangengenomen koning Agag wordt alsnog door Samuel gedood. Sauls opvolger koning David vecht ook tegen de Amalekieten.
In het Bijbelboek Ester wordt van de schurk in het verhaal (Haman) gezegd dat hij een afstammeling is van Agag, koning van de Amalekieten.
In 1 Kronieken worden ten tijde van koning Hizkia de laatste overgebleven Amalekieten door vijfhonderd mannen van de stam Simeon in het Seïrgebergte gedood.

## Zinnebeeldige opvatting
Volgens de Joodse traditie staat Amalek symbool voor de vijand van het Joodse volk in iedere generatie. Zo werd vanwege de Holocaust Duitsland als zodanig aangemerkt. Ook tijdens de Oorlog Hamas-Israël verwees toenmalig premier Benjamin Netanyahu naar de Amalekieten: Jullie mogen niet vergeten wat Amalek jullie heeft aangedaan.

## Mitswot
De laatste drie mitswot (joodse geboden) gaan over Amalek:
- 611 -	Onthoudt wat Amalek gedaan heeft (Dewariem / Deuteronomium 25:17)
- 612 - Dat de kwaadaardige praktijken die Amalek ons heeft aangedaan, wij nooit zullen vergeten (Deut. 25:19)
- 613 - Vernietig het zaad van Amalek (Deut. 25:19)